# Guatteria lehmannii
Guatteria lehmannii är en kirimojaväxtart som beskrevs av Robert Elias Fries. Guatteria lehmannii ingår i släktet Guatteria och familjen kirimojaväxter. Inga underarter finns listade i Catalogue of Life.